# Vol China Airlines 642
Le 22 août 1999, le vol China Airlines 642, un vol régulier international, opéré par un McDonnell Douglas MD-11 de la compagnie aérienne taïwanaise China Airlines, qui reliait Bangkok, en Thaïlande, à Taipei, à Taiwan, avec une escale prévue à Hong Kong, s'écrase brutalement sur la piste lors de son atterrissage à l'aéroport international de Hong Kong, pendant une tempête tropicale, avant de se renverser sur le dos et de prendre feu en dehors de la piste d'atterrissage. 
Sur les 315 passagers et membres d'équipage présents à bord, on compte 3 morts et 208 blessés, dont 44 grièvement. C'est le premier accident aérien mortel à se produire au nouvel aéroport international de Hong Kong, depuis son ouverture en juillet 1998.

## Avion et équipage

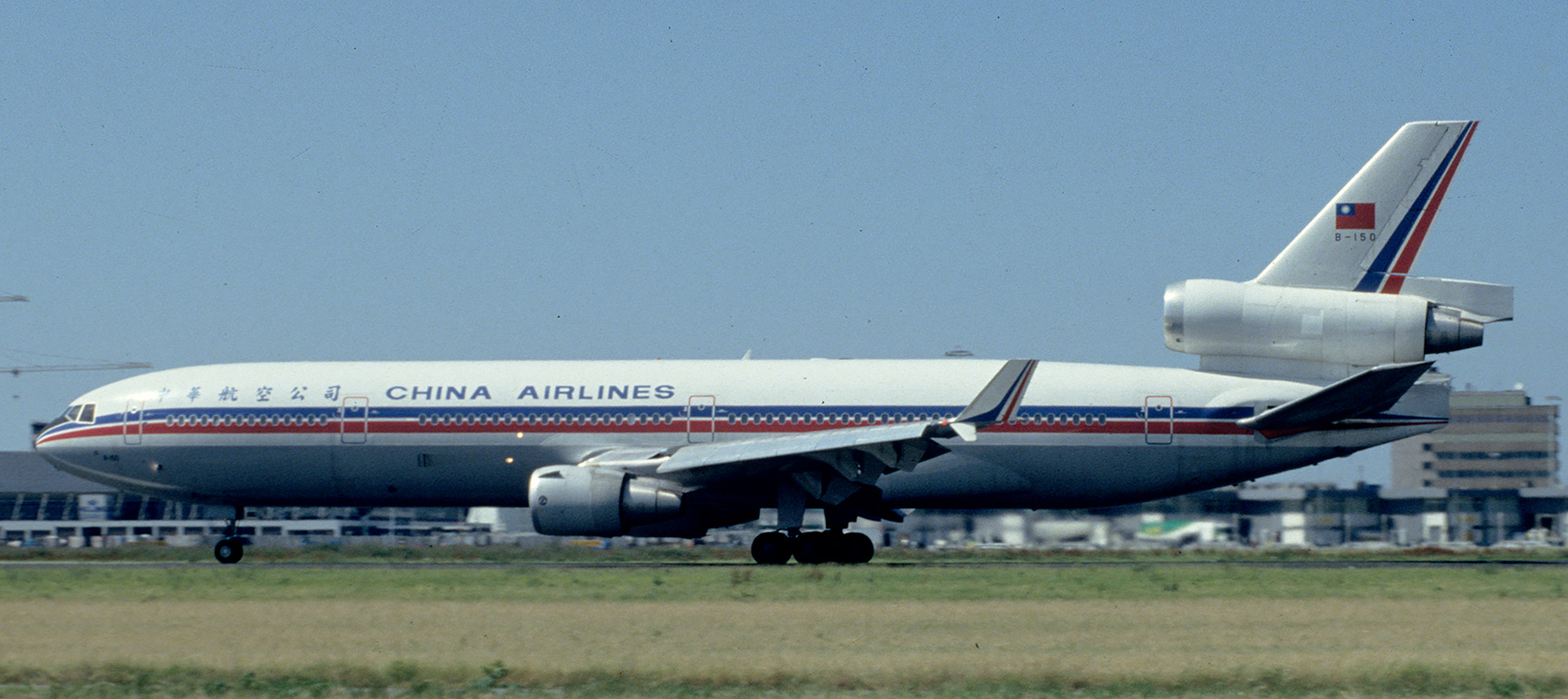
B-150, l'appareil impliqué dans l'accident, ici à l'aéroport d'Amsterdam-Schiphol en 1993, alors opérant pour China Airlines.

L'avion était un McDonnell Douglas MD-11, immatriculé B-150 (numéro de série 48468/518) et totalisant 30 721 heures de vol et 5 824 cycles (décollage/atterrissage) au moment de l'accident. Il était propulsé par trois turboréacteurs double flux Pratt & Whitney PW4460.
Cet avion de ligne long-courrier a d'abord été livré à China Airlines en octobre 1992, puis il a été transféré dans la flotte de Mandarin Airlines, filiale de China Airlines, en juillet 1993. Enfin, il a été rendu à sa compagnie d'origine en mars 1999, toujours dans la livrée de Mandarin Airlines, qu'il arborait encore le jour de l'accident.
Le commandant de bord était Gerardo Lettich, 57 ans, de nationalité italienne, qui avait rejoint China Airlines en 1997. Il totalisait 17 900 heures de vol, dont 3 260 heures sur MD-11. Le copilote était Liu Cheng-hsi, 36 ans, de nationalité taïwanaise, qui travaillait pour la compagnie aérienne depuis 1989 et totalisait 4 630 heures de vol, dont 2 780 sur MD-11.

## Accident
Vers 18 h 43 heure locale, le vol 642 a effectué son approche finale sur la piste 25L de l'aéroport international de Hong Kong, alors que la tempête tropicale Sam (en) était à 50 km au nord-est de l'aéroport.
Lors de l'arrondi final pour atterrir, l'avion pris un fort roulis vers la droite, atterrit brutalement sur son train principal droit et le moteur no 3 (celui à droite) toucha violemment la piste. L'aile droite a alors été arrachée du fuselage ; l'avion a continué à se retourner et a dérapé, en flammes, hors de la piste. Lorsqu'il s'est arrêté, il était sur le dos et l'arrière de l'avion était en feu, s'immobilisant sur une zone herbeuse à côté de la piste, à 1 067 m du seuil de piste. 
L'aile droite a été retrouvée sur une voie de circulation, à 85 m du reste de l'avion. Comme le montrent les photos de l'avion après l'accident, l'incendie a causé des dommages importants à la partie arrière de l'avion, mais a été rapidement éteint en raison des fortes pluies et de la réponse rapide des équipes de secours de l'aéroport.
Des véhicules de secours sont rapidement arrivés sur les lieux et ont maîtrisé l'incendie sur et à proximité de l'avion, permettant le sauvetage des passagers et de l'équipage de progresser dans des conditions très difficiles. Deux passagers sortis de l'épave ont été déclaré morts à leur arrivée à l'hôpital et un troisième passager est décédé 5 jours plus tard des suites de ses blessures. 
Au total, 219 personnes, y compris des membres d'équipage, ont été admises à l'hôpital, dont 50 ont été grièvement blessées et 153 ont subi des blessures mineures. Les 15 membres d'équipage ont survécu.

## Enquête

Plan de la cabine de l'appareil, avec l'emplacements des victimes et des blessés après l'accident.

Le rapport final sur l'accident du vol 642 l'a imputé principalement à une erreur de pilotage, en particulier à l'incapacité du commandant de bord à surveiller efficacement le radioaltimètre et maîtriser le taux de descente élevé de l'appareil, alors à une altitude de 50 pieds (15 m) au dessus de la piste. Le taux de descente de l'avion lors de l'atterrissage était alors de 18 à 20 pieds/seconde (5,5 à 6,1 m/s).
Les données de vol stockées dans la mémoire volatile de l'enregistreur à accès rapide (QAR) de l'avion, au cours des derniers 500 pieds (150 m) de l'approche finale, n'ont pas pu être récupérées, en raison de l'interruption de l'alimentation électrique qui a suivi l'impact avec le sol. Les variations probables de la direction et de la vitesse du vent sur la piste, la perte de la composante du vent de face, ainsi que la réduction prématurée de la poussée des réacteurs, ont entraîné une perte d'environ 20 nœuds (37 km/h) de la vitesse indiquée, juste avant l'atterrissage, ainsi qu'une perte brutale de la portance de l'avion.
En raison des conditions météorologiques extrêmes prévues à Hong Kong, l'équipage s'était préparé à dérouter le vol vers Taipei si la situation à Hong Kong était jugée inappropriée pour l'atterrissage. Du carburant supplémentaire a été embarqué dans cette éventualité, ce qui a eu pour conséquence une masse de l'appareil à l'atterrissage de 429 557 livres (lb) (194 844 kg), soit presque la masse maximale de 430 000 lb (200 000 kg) autorisée pour un MD-11 à l'atterrissage. Sur la base des premières vérifications météorologiques et du vent qui ont été transmises à l'équipage pendant le vol, ils pensaient pouvoir atterrir à Hong Kong et ont décidé de ne pas se dérouter vers Taipei. Cependant, quatre vols précédents avaient déjà effectué des approches interrompues à l'aéroport de Hong Kong et cinq autres s'étaient déroutés vers d'autres aéroports.
Au cours de l'approche finale, l'avion est descendu le long de la pente de descente, émise par le système d'atterrissage aux instruments (ILS), jusqu'à ce qu'à environ 700 pieds (210 m), l'équipage ait acquis visuellement le contact avec la piste. Ils ont ensuite désactivé le pilote automatique, mais en laissant l’automanette activée. Lors du toucher des roues et de l'arrondi final, la non-application de la poussée nécessaire pour contrer le taux de descente élevé, avant l'atterrissage, a alors conduit l'avion à atterrir avec l'aile droite légèrement plus basse que l'aile gauche. Le train d'atterrissage droit a touché le sol en premier, le moteur droit a violemment heurté la piste et l'aile droite s'est détachée du fuselage. Comme l'aile gauche était toujours attachée à la cellule de l'avion, la portance de cette aile l'a fait basculer sur son côté droit et le MD-11 s'est finalement immobilisé sur le dos à côté de la piste, avant de prendre rapidement feu.

## Conséquences
Plusieurs suggestions ont été faites à China Airlines concernant la formation de ses pilotes concernant les procédures d'atterrissage dans des conditions météorologiques extrêmes. Cependant, la compagnie aérienne a contesté les conclusions du rapport sur les actions de l'équipage, citant notamment les conditions météorologiques au moment de l'accident et affirmant que l'avion avait traversé une rafale descendante juste avant l'atterrissage, conduisant au crash.
Depuis 2016, la liaison Bangkok-Taipei continue d'être opérée par China Airlines, bien que le vol ne provienne plus de Bangkok, étant un trajet direct Hong Kong-Taipei. La ligne Bangkok-Hong Kong a pris fin le 31 octobre 2010. Les deux liaisons sans escale sont désormais assurées par un Airbus A330-300.